# Keeleamet
L’inspection des langues (en estonien : Keeleinspektsioon ou conseil des langues (en estonien : Keeleamet) pour la préservation de la langue estonienne est une agence gouvernementale relevant du Ministère de l'Éducation et de la Recherche basée à Tallinn en Estonie.

## Mission
Selon son statut, le Conseil des langues a les responsabilités suivantes dans le domaine de la mise en œuvre de la politique linguistique :
1. fait des propositions pour façonner la politique linguistique de l'Estonie et de l'Union européenne et élaborer un projet de législation linguistique;
2. coordonne et mène des activités visant à améliorer le statut et la réputation de la langue estonienne en coopération avec d'autres institutions ;
3. analyse la situation linguistique de différents domaines et régions, l'efficacité de la législation linguistique et l'efficacité du travail de contrôle;
4. promeut l'utilisation de la langue dans divers domaines et fait des propositions pour le développement de bonnes pratiques d'utilisation de la langue, de manuels de style, de documentation technique en estonien et de normes en estonien ;
5. coordonne l'apprentissage des langues des adultes et promeut l'échange d'informations pertinentes, fait des propositions au ministère pour améliorer et développer le système d'apprentissage des langues des adultes;
6. explique au public les exigences de la loi linguistique et informe le public sur la situation linguistique;
7. conseille les personnes et les institutions sur les droits linguistiques de l'homme et la mise en œuvre de la législation relative aux langues ;
8. conseille les employeurs sur l'application des exigences de maîtrise de la langue estonienne aux employés et sur l'organisation de l'apprentissage de la langue estonienne;
9. évalue l'adéquation des compétences linguistiques en estonien de l'employé ou du fonctionnaire pour occuper un emploi ou un poste ;
10. informe les locuteurs non estoniens des possibilités d'apprentissage de la langue et les conseille sur le choix d'un cours d'apprentissage de la langue approprié ;
11. surveille la mise en œuvre des technologies langagières dans divers domaines de la vie, en fonction de son domaine d'activité, fait des propositions au ministère pour une meilleure mise en œuvre des solutions technologiques langagières et le développement de nouvelles applications.

## Histoire
L'histoire du Conseil des langues remonte au 23 novembre 1990, lorsque le Conseil national des langues de la République d'Estonie a été créé. 
En 1993, trois services du Conseil linguistique ont été créés : le service général, le service de recherche (rebaptisé service de la politique linguistique le 2 novembre 1994) et l'inspection linguistique.
Depuis le 1er novembre 1994, le Conseil des langues est devenu une institution gouvernementale sous l'administration du ministère de la Culture et de l'Éducation, qui s'appelait le Conseil des langues d'État. En 1995, un autre département a été ajouté : le centre de langues. 
Le 1er janvier 1996, l'institution a été nommée Keeleamet et, en raison de la séparation du ministère de la Culture et de l'Éducation, elle est passée sous l'administration du ministère de l'Éducation.
Le 1er janvier 1998, le Conseil des langues a été nommé Inspection des langues. 
Le 3 juin 2020, le Riigikogu a modifié la loi, renommant l'Inspection des langues en Conseil des langues, le changement de nom est entré en vigueur le 1er août 2020.